# اشنایتسلرویت
اشنایتسلرویت (به آلمانی: Schneizlreuth) یک شهر در آلمان است که در بایرن واقع شده‌است.

## خصوصیات
اشنایتسلرویت ۹۷٫۶۳ کیلومترمربع مساحت دارد ۵۱۱ متر بالاتر از سطح دریا واقع شده‌است.